# 弗里山
弗里山（英語：Mount Feury），是南極洲的山峰，位於埃爾斯沃思地的瑟斯頓島，處於西科爾斯基冰川和弗蘭肯菲德冰川之間的諾維爾半島東北部，在1946年12月根據美國海軍拍攝的空中照片繪入地圖，現時由南極條約體系管理。